# Forcipomyia biskraensis
Forcipomyia biskraensis är en tvåvingeart som beskrevs av Jean-Jacques Kieffer 1923. Forcipomyia biskraensis ingår i släktet Forcipomyia och familjen svidknott. Inga underarter finns listade i Catalogue of Life.